# Xanthoparmelia dapperensis
Xanthoparmelia dapperensis är en lavart som beskrevs av Elix. Xanthoparmelia dapperensis ingår i släktet Xanthoparmelia och familjen Parmeliaceae.   Inga underarter finns listade i Catalogue of Life.